# Maprotilin
Maprotilin (Deprilept, Ludiomil, Psymion) je tetraciklični antidepresiv (TeCA). Četvrti prsten maprotilina se razlikuje od većine drugih tetraciklina jer je formiran kao most preko centralnog tricikličnog prstena. Maprotilin je jak inhibitor preuzimanja norepinefrina sa slabim efektima na serotoninsko i dopaminsko preuzimanje.
Maprotilin ispoljava blokirajuće dejstvo na sledećim postsinaptičkim receptorima:
- Jak:
- Umeren: [[5-HT2 receptor|-{5-HT2]], alfa1}-
- Slab: ,

Farmakološki profil maprotilina objašnajva njegove antidepresivne, sedativne, anksiolitske, u simpatomimetičke aktivnosti. On takođe pokazuje jak antagonizam protiv Reserpinom indukovanih efekata u životinjskim studijama, kao i drugi klasični antidepresivi. Mada se maprotilin uglavnom ponaša kao antidepresiv prve generacije on se obično smatra antiderpesivom druge generacije.

## Literatura
- B. Bandelow, S. Bleich, S. Kropp : Handbuch Psychopharmaka (German), 2nd. edition, 2004
- Benkert, Hippius : Kompendium der Psychiatrischen Pharmakotherapie (German), 4th. edition, 2003

## Spoljašnje veze
- Архивирано на веб-сајту  (10. август 2001)